# 캐나다 국제개발단
캐나다 국제개발단(Canadian International Development Agency, CIDA)은 캐나다에서 1967년에 설립된 국제개발협력기관으로 캐나다 정부의 국제협력부에 속하며, 개발도상국에 대한 개발원조를 제공한다.

## 같이 보기
- 밀레니엄 개발 목표